# Ilex georgei
Ilex georgei är en järneksväxtart som beskrevs av H.F. Comber. Ilex georgei ingår i släktet järnekar, och familjen järneksväxter. Inga underarter finns listade i Catalogue of Life.